# Robert Crommelynck

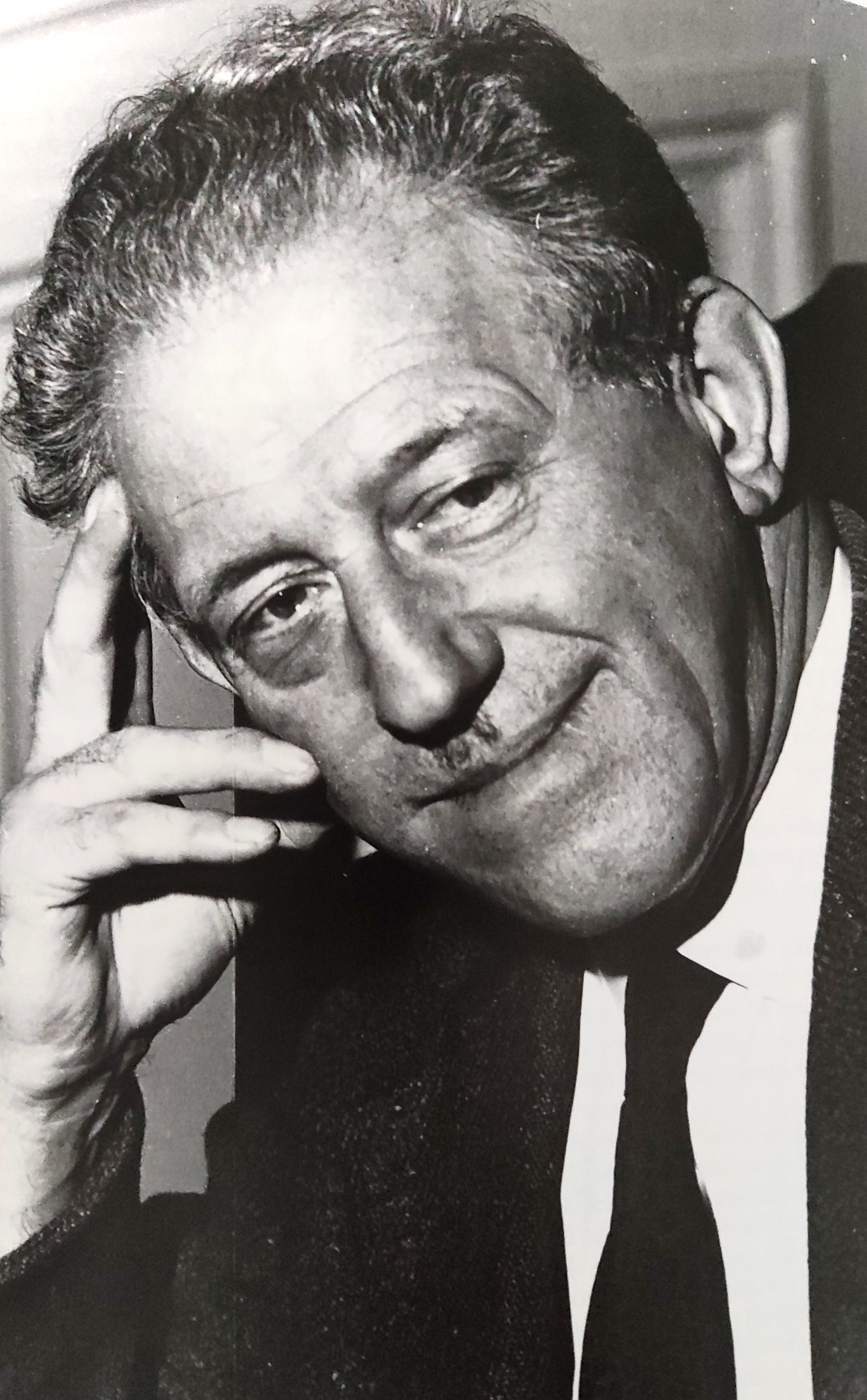
Robert Crommelynck

Robert Crommelynck (Luik, 17 maart 1895 – aldaar, 7 maart 1968) was een Belgisch etser.

## Biografie
Crommelynck werd geboren in een bescheiden familie. Zijn vader, Napoleon Crommelynck, was meubelmaker en amateurschilder. Al vanaf het moment dat zijn zoon nog jong was, merkte zijn vader zijn aantrekking voor de schilderkunst op. Hij leende de jonge Robert dan ook borstels en verf, zodat hij kon beginnen te schilderen.
Van 1909 tot 1915 studeerde Crommelynck aan de Koninklijke Academie voor Schone Kunsten van Luik, waar hij meerdere prijzen won. Hij kreeg les van mensen als Evariste Carpentier, Adrien de Witte en Emile Berchmans. Maar het was De Witte die hem het meest beïnvloedde. Hij toonde hem het belang van de tekening en de keuze van simpele onderwerpen zonder de werkelijkheid te verbeteren. Hij won in 1920 de Prix Donnay en in 1925 de derde Prix de Rome.
- Gemeinsame Normdatei: 141591803
- International Standard Name Identifier: 0000 0000 8001 3047
- Library of Congress Control Number: nr98001064
- RKD-Nederlands Instituut voor Kunstgeschiedenis: 19221
- Système universitaire de documentation: 264787838
- Union List of Artist Names: 500133094
- Virtual International Authority File: 68839585
- WorldCat: E39PBJktkCKkWPV8Bt6KT6WYyd